# Friedrich Koepp

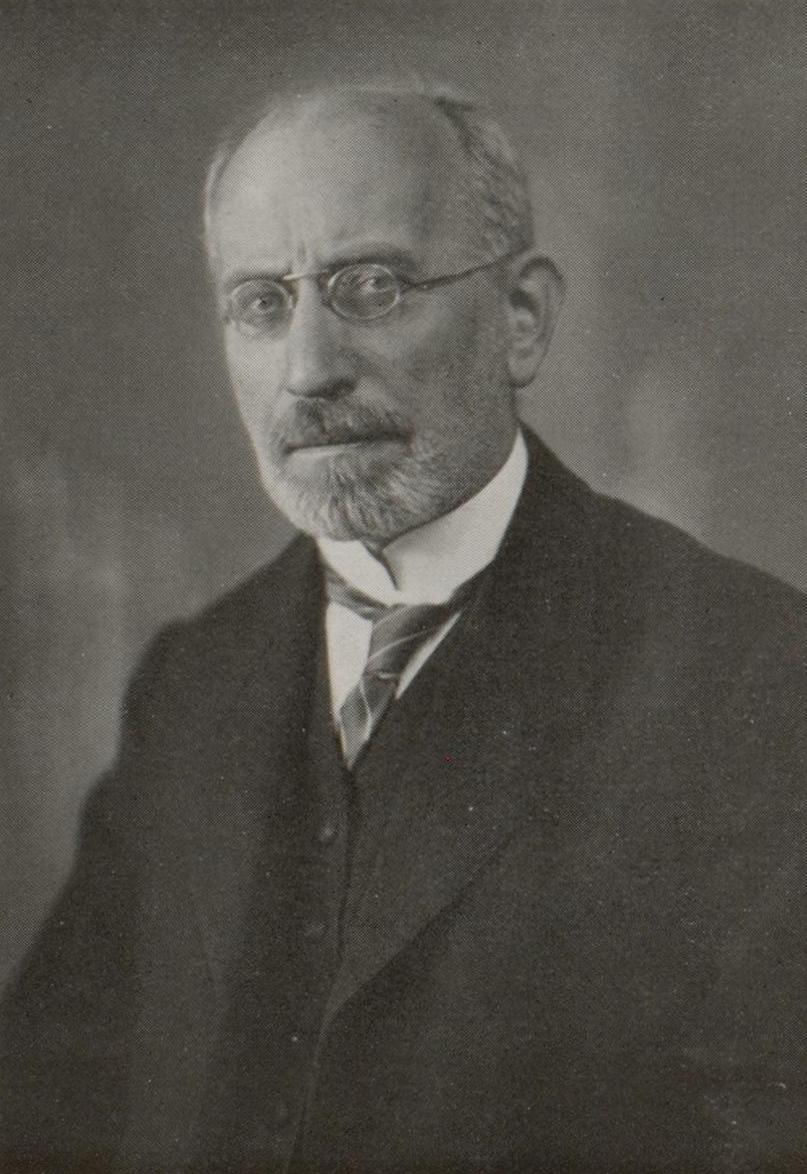
Friedrich Koepp

Friedrich Koepp, vollständig Friedrich Karl Ernst Ferdinand Koepp, (* 3. Februar 1860 in Biebrich/Wiesbaden; † 9. Mai 1944 in Göttingen) war ein deutscher Archäologe.

## Leben
Friedrich Koepp studierte in Bonn Klassische Philologie bei Hermann Usener und Franz Bücheler, sowie in Göttingen bei Karl Dilthey (ein Onkel von Koepp) und wurde Mitglied des Philologisch-Historischen Vereins Göttingen im Naumburger Kartellverband. Er wurde mit einem Thema zur griechischen Sage (Gigantomachie) promoviert. 1884/85 bereiste er mit dem Reisestipendium des Kaiserlichen Archäologischen Instituts die antiken Stätten Griechenlands, nahm an den Ausgrabungen von Pergamon teil und hielt sich länger in Rom, Neapel und Pompeji auf. 1887 nahm er eine Assistenzstelle beim Kaiserlichen Archäologischen Institut in Berlin an, 1891 habilitierte er sich mit einer Arbeit Über die Beziehungen Griechenlands zu Persien und Alexander. 1896 verließ Koepp Berlin und nahm einen Lehrauftrag für Archäologie und Geschichte in Münster an.
Im Sommer 1899 nahm Koepp als Mitglied der 1896 gegründeten Altertumskommission für Westfalen unter der Leitung von Carl Schuchhardt an einer Erkundungsgrabung am Annaberg in Haltern teil. Man vermutete dort das Römerkastell Aliso. Nach ersten Funden wurden die Grabungen unter Leitung von Koepp intensiviert, so dass in den folgenden Jahren das heute bekannte Römerlager Haltern freigelegt werden konnte. Bereits am 1. Januar 1900 wurden erste Funde in der alten Rektoratsschule ausgestellt. Mit Unterstützung Kaiser Wilhelms II. – der 10.000 Reichsmark spendete – wurde in Haltern das erste Römisch-Germanische Museum am Kärntner Platz erbaut und 1907 eröffnet.
Koepp wurde Geschäftsführer der Altertumskommission für Westfalen in Münster und organisierte weitere Grabungen in Haltern. 1908 wurde er Mitglied der Römisch-Germanischen Kommission in Frankfurt, übernahm 1916 deren Leitung und ließ sich in Frankfurt nieder, wo er auch eine Lehrtätigkeit an der Universität aufnahm. 1922 wurde er zum korrespondierenden Mitglied der Göttinger Akademie der Wissenschaften gewählt. 1924 trat Koepp in den Ruhestand und ließ sich 1925 in Göttingen nieder und veröffentlichte verschiedene Bücher, u. a. Römer in Deutschland, Germania Romana und eine kleine Autobiographie mit dem „Abschiedsgesang“ auf seine Bibliothek: Valete libelli.
Er war seit 1899 mit der Malerin Martha Koepp-Susemihl verheiratet. Der Fabrikbesitzer Rudolph Koepp war sein Onkel.
Friedrich Koepp verstarb im Alter von 84 Jahren. In Haltern am See ist eine Straße nach ihm benannt.